# Daniell (Mondkrater)
Daniell ist ein Einschlagkrater im Norden Mondvorderseite im Gebiet des Lacus Somniorum, nordöstlich des Kraters Posidonius.
Das Mondrillensystem der Rimae Daniell befindet sich in einiger Entfernung nördlich des Nebenkraters Daniell D in nordwestlicher Richtung.
Der Kraterrand ist oval und das Innere weist Bruchstrukturen auf. 
| Buchstabe | Position           | Durchmesser | Link |
| --------- | ------------------ | ----------- | ---- |
| D         | 37,04° N, 25,83° O | 6 km        |      |
| W         | 35,92° N, 31,53° O | 4 km        |      |
| X         | 36,58° N, 31,79° O | 4 km        |      |

Der Krater wurde 1935 von der IAU nach dem britischen Chemiker und Meteorologen John Frederick Daniell offiziell benannt.

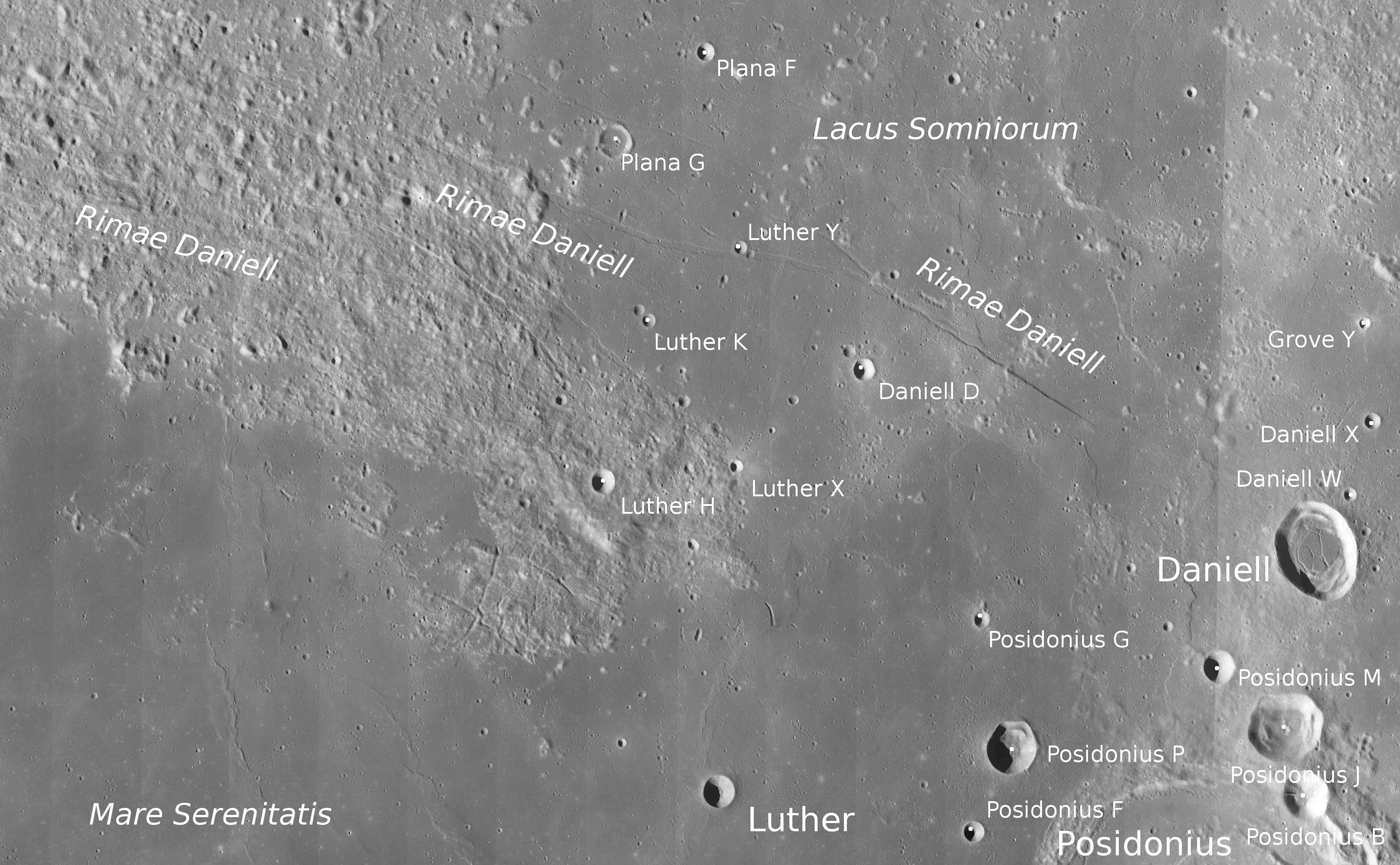
Rillensystem der Rimae Daniell (LROC-WAC)